# آرثر كريستوفر واتسون
آرثر كريستوفر واتسون (بالإنجليزية: Arthur Christopher Watson)‏ هو دبلوماسي وسياسي بريطاني، ولد في 2 يناير 1927 في الصين، وتوفي في 7 مايو 2001.